# Giejsmonty
Giejsmonty (lit. Geismantai) − wieś na Litwie, w gminie rejonowej Soleczniki, 6 km na wschód od Koleśników, zamieszkana przez 20 ludzi. Przed II wojną światową w Polsce, w powiecie lidzkim województwa nowogródzkiego.